# 三好輝
三好 輝（みよし ひかる、9月29日 - ）は、日本の漫画家、イラストレーター。2016年より『ジャンプSQ.』（集英社）にて、『憂国のモリアーティ』を連載している。

## 来歴
2008年、『月刊少年ガンガン』（スクウェア・エニックス）編集部の主催による新人漫画賞を受賞。
同年発行の『フレッシュガンガン』（同）にデビュー作の読み切り「アルティメットドールズ」を掲載し、デビューを果たす。翌年から、読切版をリメイクした初連載作品「アルティメットドールズ」を『月刊少年ガンガン』誌上で発表する。
2012年よりアニメ『PSYCHO-PASS サイコパス』第1期の漫画版『監視官 常守朱』を『ジャンプSQ.』（集英社）にて2014年まで連載。
2016年8月より『憂国のモリアーティ』を『ジャンプSQ.』にて連載開始し、2022年12月に第一部が完結。2023年3月より2024年7月まで同作の小説のコミカライズ『憂国のモリアーティ-The Remains-』の連載後、2024年12月より『憂国のモリアーティ』の第二部の連載を開始。

## 作品リスト

### 連載
- アルティメットドールズ（スクウェア・エニックス『月刊少年ガンガン』2009年10月号[9] - 2011年1月号） - 連載デビュー作[1]。
- 監視官 常守朱（原作：サイコパス製作委員会、キャラクター原案：天野明、ストーリー原案：虚淵玄、集英社『ジャンプSQ.』2012年12月号[4] - 2013年6月号→ジャンプSQ. ホームページ 2013年6月 - 2014年12月、全6巻）
- 憂国のモリアーティ（原案：コナン・ドイル「シャーロック・ホームズ」シリーズ、構成：竹内良輔、集英社『ジャンプSQ.』2016年9月号[3] - 2023年1月号（第一部）[5]、2025年1月号[8] - （第二部）、既刊20巻）
- 憂国のモリアーティ-The Remains-（原作：埼田要介、『ジャンプSQ.』2023年4月号[7] - 2024年8月号[10]、全3巻）

### 読切
- アルティメットドールズ（スクウェア・エニックス『フレッシュガンガン』2008年秋号） - デビュー作[1]。
- 東京QUEENDOM（集英社『ジャンプSQ.19』2011 Autumn）

### キャラクター原案
- ARGONAVIS from BanG Dream!→from ARGONAVIS（企画・原作：ブシロード、ストーリー原案：中村航、世界観・キャラクター設定：毛利亘宏　2018年 - 継続中）

## 関連人物
荒川弘
師匠。